# 史蒂夫·寇斯特

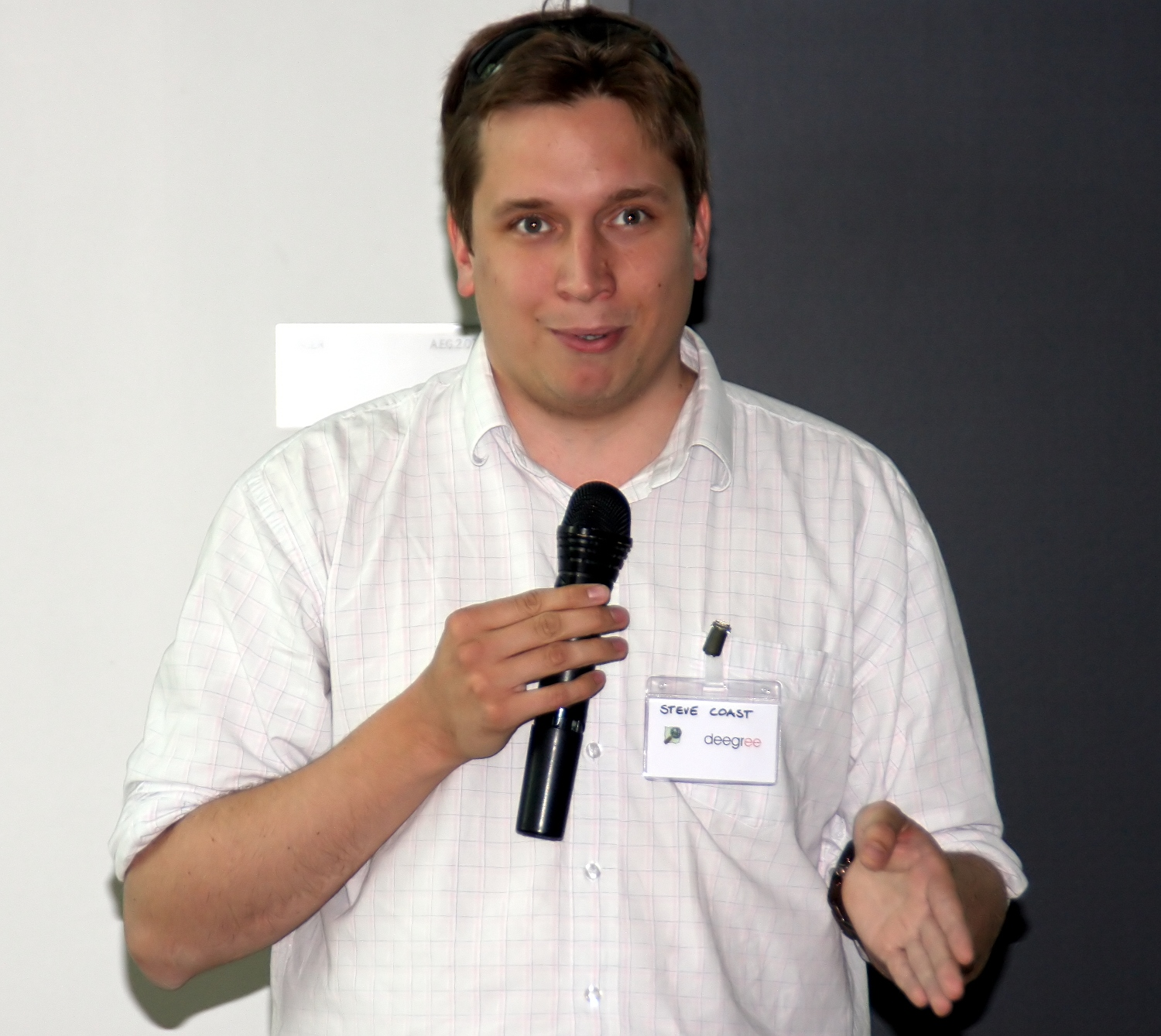
史蒂夫·克斯特

史蒂夫·克斯特（全名，小名，1980年12月20日—），生於英國沃德什利得（Walderslade），著名程式設計師，為OpenStreetMap的創始者，創立CloudMade公司。

## 生平
史蒂夫·克斯特生長於英格蘭肯特郡沃德什利得（Walderslade）。
大學就讀於伦敦大学学院（UCL），主修電腦科學。在進入大學之前，就已經成為Wolfram Research的實習生。
2004年，創立開放原始碼專案OpenStreetMap。

## 外部連結
- Steve Coast's Blog